# Гельмут Лент
Гельмут Лент (нім. Helmut Lent; нар. 13 червня 1918, Пійрехне — пом. 7 жовтня 1944, Падерборн) — німецький льотчик-ас нічної винищувальної авіації, оберст люфтваффе. Кавалер Лицарського хреста Залізного хреста з дубовим листям‎, мечами і діамантами.

## Біографія
Син протестантського священика. 6 квітня 1936 року вступив у військову авіаційну школу в Берліні-Гатові. В липні 1938 року зарахований в 9-у ескадрилью 132-ї винищувальної ескадри. Під час Польської кампанії літав на важкому винищувачі Bf.110 у складі 76-ї штурмової винищувальної ескадри. Свою першу перемогу здобув 2 вересня 1939 року, збивши у районі Лодзі польський винищувач. З 7 жовтня 1940 року — командир 4-ї ескадрильї 1-ї ескадри нічних винищувачів. З 1 листопада 1941 року — командир 2-ї групи 2-ї ескадри нічних винищувачів. Першим з нічних винищувачів досягнув рубежу 50 перемог. З 1 серпня 1943 року — командир 3-ї ескадри нічних винищувачів. Був тричі поранений. 7 жовтня 1944 року його літак зазнав аварії під час посадки на аеродром у Падеборні. Лент помер від наслідків отриманих при аварії тяжких поранень.
Всього за час боїв здійснив 507 бойових вильотів (в тому числі 396 вночі) і збив 113 літаків (з них 61 чотиримоторний бомбардувальник), в тому числі 102 вночі. За кількістю нічних перемог Лент став другим асом після Гайнца-Вольфганга Шнауфера.

## Нагороди
- Нагрудний знак пілота (15 листопада 1937)
- Медаль «У пам'ять 1 жовтня 1938» із застібкою «Празький град»
- Медаль «За вислугу років у Вермахті» 4-го класу (4 роки)
- Залізний хрест
  - 2-го класу (21 вересня 1939)
  - 1-го класу (11 травня 1940)
- Нарвікський щит (30 січня 1941)
- Почесний Кубок Люфтваффе (26 червня 1941)
- Нагрудний знак «За поранення»
  - в чорному (14 липня 1941)
  - в сріблі (22 грудня 1943)
- Лицарський хрест Залізного хреста з дубовим листям, мечами і діамантами
  - лицарський хрест (30 серпня 1941) — за 8 денних і 14 нічних перемог.
  - дубове листя (№ 98; 6 червня 1942) — за 35 нічних перемог.
  - мечі (№ 32; серпня 1943) — за 66 нічних перемог.
  - діаманти (№ 15; 31 липня 1944) — за 100 нічних перемог.
- Німецький хрест в золоті (9 квітня 1942)
- Авіаційна планка денного винищувача в золоті
- Авіаційна планка нічного винищувача в золоті з підвіскою «300»
- Комбінований Знак Пілот-Спостерігач в золоті з діамантами
- 6 разів відзначений у Вермахтберіхт

Військова кар'єра
- 1 квітня 1936 — фанен-юнкер
- 1 квітня 1937 — фенріх
- 1 лютого 1938 — обер-фенріх
- 1 березня 1938 — лейтенант
- 1 липня 1940 — оберлейтенант
- 1 січня 1942 — гауптман
- 1 січня 1943 — майор
- 1 березня 1944 — оберстлейтенант
- посмертно — оберст

## Відео
- Helmut Lent [Архівовано 12 жовтня 2016 у Wayback Machine.]